# ارتش بنگال
ارتش بنگال (انگلیسی: Bengal Army) ارتش میدانی زیرمجموعه ارتش هند بریتانیا بود، که در سال ۱۷۵۶ تأسیس شد و در سال ۱۹۰۸ منحل گردید.
ارتش بنگال بازوی نظامی ریاست بنگال، یکی از سه ریاست هند بریتانیا در امپراتوری بریتانیا بود.
ارتش‌های ریاستی، مانند خود ریاست‌ها، متعلق به کمپانی هند شرقی بودند تا اینکه قانون دولت هند ۱۸۵۸ مستقیماً تحت نظر تاج و تخت، که پس از شورش هند در سال ۱۸۵۷ در مجلس عوام تصویب شد، هر سه ارتش ریاستی را تحت کنترل مستقیم تاج و تخت بریتانیا قرار داد.
در سال ۱۸۹۵ هر سه ارتش ریاستی در ارتش هند بریتانیا ادغام شدند.